# کلاته قاجار
کلاته قاجار یک منطقهٔ مسکونی در ایران است که در دهستان شوقان واقع شده‌است.